# Giuseppe Belluzzo

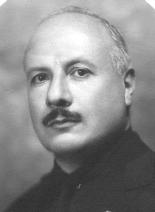
Giuseppe Belluzzo (um 1928)

Giuseppe Belluzzo (* 25. November 1876 in Verona; † 21. Mai 1952 in Rom; Name manchmal fälschlich als Bellonzo oder Belutzo angegeben) war ein italienischer Ingenieurwissenschaftler, Erfinder und im faschistischen Italien Minister und Politiker.

## Leben und Wirken
Giuseppe Belluzzo wurde 1876 als Sohn des Kellners Luigi Belluzzo und seiner Frau Adelaide (geb. Francescatti) geboren. Nach der Schulausbildung absolvierte er ein Studium der Ingenieurwissenschaften. Mit seiner Frau Lina (geb. Fazzi) hatte er drei Kinder, Nelly, Bruna und Dora. Er kämpfte im Ersten Weltkrieg für Italien.

### Turbinen-Ingenieur und Erfinder
Belluzzo lehrte als Ordentlicher Professor für Konstruktion von thermische und hydraulische Motoren (Professore ordinario di Costruzione dei motori termici e idraulici) in Mailand (am Istituto Tecnico Superiore), in Turin und in Rom (an der Scuola d'ingegneria di Roma). Er veröffentlichte mehr als 50 Lehr- und Fachbücher, die meisten davon über Dampfturbinen und andere Strömungsmaschinen. Belluzzos bekanntestes Buch Le turbine a vapore (dt.: Die Dampfturbine) galt über die Grenzen Italiens hinaus lange als Standardwerk des Strömungsmaschinenbaus.
Unter anderem befasste sich Albert Einstein mit Belluzzos Thesen.
Neben seiner Tätigkeit als Hochschullehrer bekleidete Belluzzo verschiedene Ämter in verschiedenen italienischen ingenieurwissenschaftlichen und technischen Organisationen.
Belluzzo gilt als Entwickler der ersten großtechnisch einsetzbaren Dampfturbinen Italiens. Diese dienten später als Antrieb in großen italienischen Kriegsschiffen, z. B. den Schiffen der Conte-di-Cavour- und Littorio-Klasse. Auch arbeitete Belluzzo an Dampfturbinenlokomotiven und entwickelte 1907 mit der Belluzo-Lokomotive den weltweit ersten funktionierenden Prototyp sowie darauf aufbauend weitere Loks.
Eine Entwicklung, die zwar nur einen geringfügigen Anteil am Lebenswerk Belluzzos ausmacht, die aber – vor allem im Nachhinein – viel Aufsehen erregte, waren seine angeblichen Entwürfe für ein UFO-ähnliches scheibenförmiges Fluggerät. Belluzzo wird daher oft als vermeintlicher Mitarbeiter bei der Entwicklung der mythischen Reichsflugscheibe der deutschen Nationalsozialisten genannt. Seine Konstruktionsunterlagen seien jedoch bei Kriegsende verloren gegangen.

### Politiker und Minister

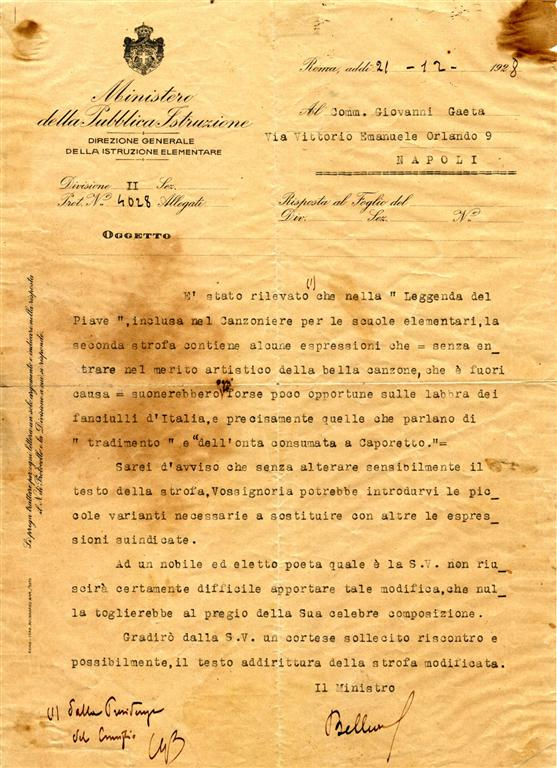
Brief des Ministers Giuseppe Belluzzo aus dem Jahr 1928, in dem er Giovanni Gaeta darum bat, den Text des Liedes Canzone del Piave zu ändern und die Verweise auf „Verrat“ und „die in Caporetto begangene Schande“ umzuwandeln.

Neben seiner Karriere als Ingenieurwissenschaftler betätigte Belluzzo sich auch politisch: Er kandidierte für die National-Faschistische Partei (Partito Nazionale Fascista), wurde 1924 und 1929 in die Camera dei deputati  gewählt. Von 1925 bis 1928 war er Nationaler Wirtschaftsminister (Ministro dell'Economia Nazionale) und von 1928 bis 1929 Minister für öffentliche Erziehung (Ministro della Pubblica Istruzione) im Kabinett von Mussolini. 1934 wurde er zum Senator ernannt. Später leitete er von 1939 bis 1943 die Kommission für nationale Erziehung und Volkskultur (Commissione dell'educazione nazionale e della cultura popolare).

## Ehrungen
Belluzzo erhielt für seine Verdienste als Ingenieurwissenschaftler und Politiker verschiedene Auszeichnungen:
- 1907: Cavaliere dell'Ordine della Corona d'Italia
- 1914: Cavaliere ufficiale dell'Ordine della Corona d'Italia
- 1917: Commendatore dell'Ordine della Corona d'Italia
- 1923: Grande ufficiale dell'Ordine della Corona d'Italia
- 1925: Gran cordone dell'Ordine della Corona d'Italia 15 novembre 1925
- 1919: Cavaliere dell'Ordine dei S.S. Maurizio e Lazzaro
- 1930: Commendatore dell'Ordine dei S.S. Maurizio e Lazzaro
- 1932: Gran cordone dell'Ordine dei S.S. Maurizio e Lazzaro
- Cavaliere dell'Ordine civile di Savoia

In Verona und Rom ist heute jeweils eine Straße nach ihm benannt (Via Giuseppe Belluzzo).